# Diodontidae

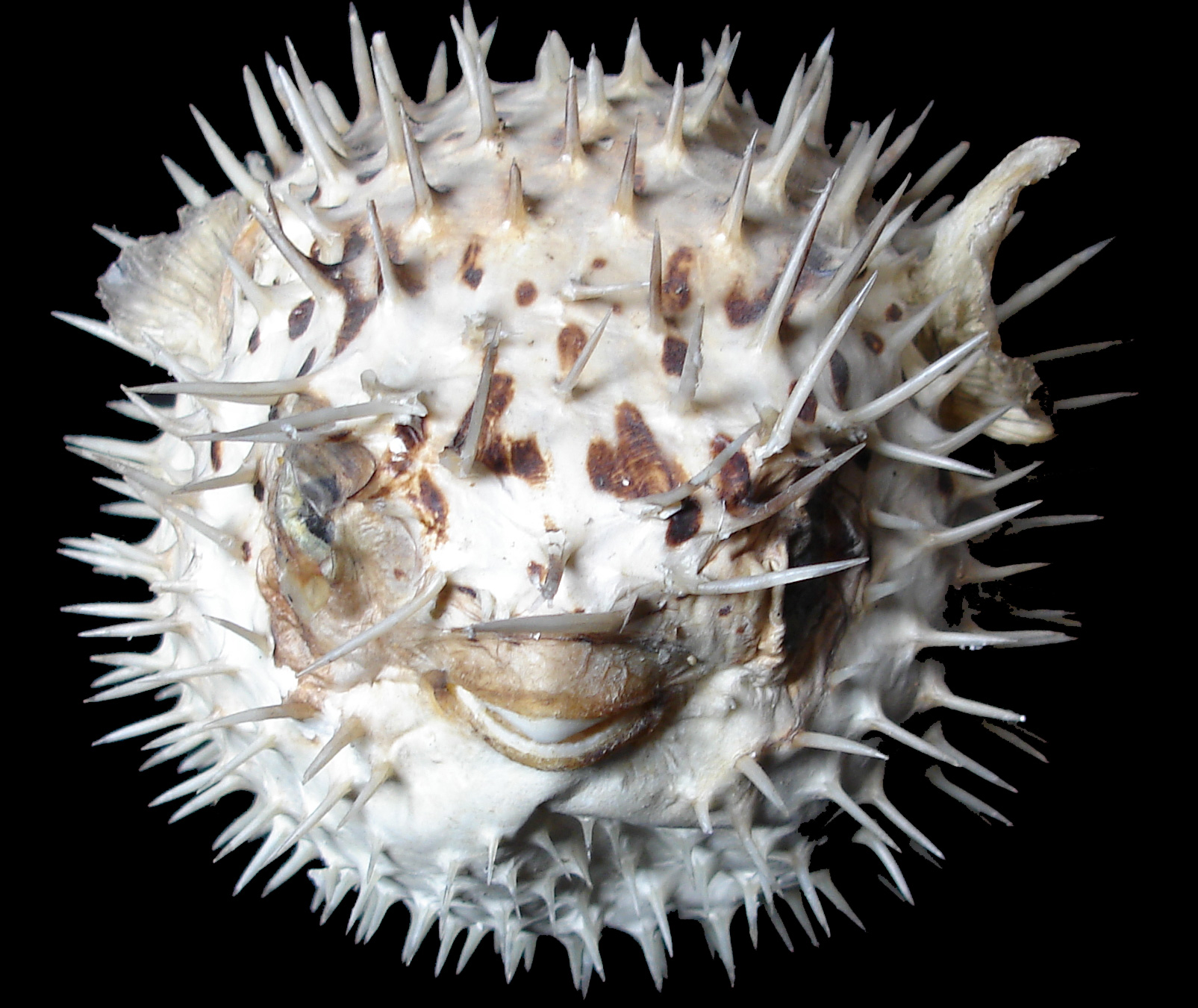
Pez erizo en posición defensiva.

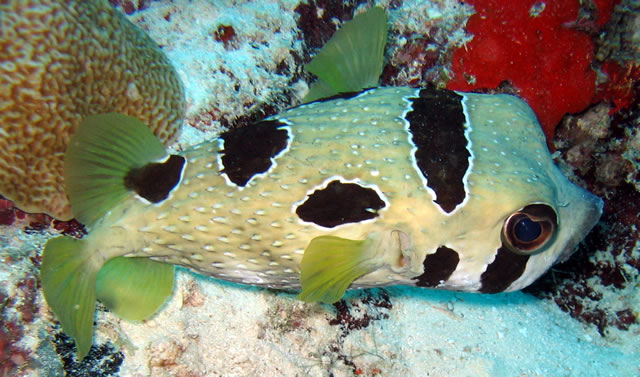
Diodon Liturosus en el arrecife (Maldivas 2009).

Los peces erizo conforman la familia Diodontidae (orden Tetraodontiformes), y también son llamados peces puercoespín.
A veces se confunden con los peces globo, con los que están estrechamente relacionados, y de los que se diferencian por la presencia de espinas (reminiscencia de los erizos) sobre su cuerpo. Además, a diferencia de los peces globo, los peces erizo poseen aletas pectorales más anchas, carecen de sutura en el centro de la parte superior e inferior del pico fuerte, y tienen ojos más grandes.

## Fisiología
Los peces erizo tienen la habilidad de inflar su cuerpo tragando agua (o aire) volviéndose redondos como una pelota. Esto incrementa su tamaño (casi el doble verticalmente) y reduce el rango de potenciales depredadores a los que tengan la boca más grande. Un segundo mecanismo de defensa son sus afiladas espinas, que pueden ser fijas o móviles, como en Chilomycterus, o eréctiles, como en Diodon. Algunas especies son venenosas, teniendo una tetrodotoxina en su piel y/o intestinos, aunque esta toxina es menos frecuente que en los peces globo. Como resultado, los peces erizo tienen pocos predadores, aunque los adultos pueden ser raramente depredados por tiburones y orcas. Los juveniles también son predados por túnidos y delfines.

## Hábitat y hábitos
Son de hábitos principalmente nocturnos, y generalmente se esconden en cuevas o bajo los bordes de rocas o arrecifes durante el día.
Gracias a sus fuertes placas dentarias y a sus potentes mandíbulas son capaces de moler erizos de mar, moluscos, y cangrejos.

## Especies
- Allomycterus
  - Allomycterus pilatus (Whitley, 1931)
  - Allomycterus whiteleyi (Phillipps, 1932)
- Chilomycterus
  - Chilomycterus affinis (Günther, 1870)
  - Chilomycterus antennatus (Cuvier, 1816)
  - Chilomycterus antillarum (Jordan y Rutter, 1897)
  - Chilomycterus atringa (Linnaeus, 1758)
  - Chilomycterus geometricus (Bloch y Schneider, 1801)
  - Chilomycterus reticulatus (Linnaeus, 1758)
  - Chilomycterus schoepfii (Walbaum, 1792)
  - Chilomycterus spinosus
    - Chilomycterus spinosus mauretanicus (Le Danois, 1954)
    - Chilomycterus spinosus spinosus (Linnaeus, 1758)
- Cyclichthys
  - Cyclichthys hardenbergi (de Beaufort, 1939)
  - Cyclichthys orbicularis (Bloch, 1785)
  - Cyclichthys spilostylus (Leis y Randall, 1982)
- Dicotylichthys
  - Dicotylichthys punctulatus (Kaup, 1855)
- Diodon
  - Diodon eydouxii (Brisout de Barneville, 1846)
  - Diodon holocanthus (Linnaeus, 1758)
  - Diodon hystrix (Linnaeus, 1758)
  - Diodon liturosus (Shaw, 1804)
  - Diodon nicthemerus (Cuvier, 1818)
  - † Diodon serratus
- Lophodiodon
  - Lophodiodon calori (Bianconi, 1854)
- Tragulichthys
  - Tragulichthys jaculiferus (Cuvier, 1818)